# Mala Horojanna, Mîkolaiiv
Mala Horojanna (în ucraineană Мала Горожанна) este un sat în comuna Novosilkî-Oparski din raionul Mîkolaiiv, regiunea Liov, Ucraina.

## Demografie
Componența lingvistică a localității Mala Horojanna
     Ucraineană (99,85%)
     Alte limbi (0,15%)
Conform recensământului din 2001, majoritatea populației localității Mala Horojanna era vorbitoare de ucraineană (99,85%), existând în minoritate și vorbitori de alte limbi.